# Związek Wojskowych Polaków
Związek Wojskowych Polaków w Rosji 1917-1918 (ZWP) – legalne organizacje Polaków: oficerów, podoficerów, szeregowych oraz pracowników wojska służących w armii Imperium Rosyjskiego, tworzące się  po rewolucji lutowej 1917. Organem kierowniczym był Zarząd Centralny. Organizacje miały charakter okręgowy. Twórcą pierwszej organizacji był Polak, płk artylerii armii rosyjskiej Tadeusz Jastrzębski. Organizację utworzono w Carskim Siole 24 marca 1917 jako organizację Piotrogrodzkiego Okręgu Wojskowego. Później powstały ZWP okręgów: Moskiewskiego, Kijowskiego, Zachodniego i Północnego. ZWP stawiały sobie za cel skupienie Polaków służących w armii rosyjskiej, opiekę nad nimi, szerzenie ducha narodowego i oświaty, opiekę nad inwalidami i jeńcami wojennymi, opiekę na rodzinami wojskowych. Poszczególni działacze  mieli odmienne poglądy na zadania związku związane z wojną, rewolucją i tworzeniem wojska polskiego na terenie Rosji. Piłsudczycy dążyli do skupienia Polaków w związku w celu przetrwania wojny i zachowania sił na okres późniejszy. Celem Endeków było formowanie oddziałów polskiego wojska do walki z Niemcami pod ogólnym dowództwem rosyjskim. Z inicjatywy ZWP odbyły się zjazdy żołnierzy: w Kijowie - Dywizji Strzelców Polskich, w Kiszyniowie Frontu Rumuńskiego, w Rzeczycy - Frontu Południowo-Zachodniego, w Mińsku - Frontu Zachodniego, w Moskwie - Moskiewskiego Okręgu Wojskowego. 7 - 22 czerwca 1917 odbył się I Ogólny Zjazd Związku w Piotrogradzie, na którym doszło do rozłamu i opuszczenia Związku przez lewicę, pozostali na zjeździe podjęli decyzję o organizowaniu polskich formacji wojskowych w Rosji. Zadanie to powierzono Naczelnemu Polskiemu Komitetowi Wojskowemu (Naczpol). Lewica utworzyła Komitet Główny Związku Wojskowych Polaków (Lewicy) w Rosji. Czołowi działacze Związku: Władysław Raczkiewicz i W. Szczęsny.
ZWP istniał do początków 1918, do czasu demobilizacji starej armii carskiej. Po utworzeniu Armii Czerwonej Związek został rozwiązany.